# بيتر جيه. واينبرغر
بيتر جيه. واينبرغر (بالإنجليزية: Peter J. Weinberger)‏ (و. 1942  م) هو رياضياتي، وعالم حاسوب أمريكي، ولد في نيويورك.

## التعليم
تعلم في كلية سوارثمور.

## جوائز
حصل على جوائز منها:
- ميدالية إرنست ماخ  [لغات أخرى]‏ (1998).